# Nepomucký trojúhelník
Nepomucký trojúhelník je závod historických motocyklů a sajdkár konaný v Nepomuku. Jeho pořadatelem je Automoto klub Nepomuk v AČR. Koná se vždy v letním období a jezdí se v sobotu a neděli: v sobotu je trénink a v neděli závod. První ročník se konal již v roce 1948, délka okruhu byla tehdy 3100 metrů.  Jako rychlostní silniční závod se Nepomucký trojúhelník jezdil do roku 1967. S historií závodu se lze seznámit prostřednictvím stálé výstavy v Expozici veteránů na Zelenohorské poště v Nepomuku.
Od roku 2006 se závod jezdí jako český přebor jízdy pravidelnosti historických závodních motocyklů.
V roce 2017 se konal 36. ročník závodu. 
Roku 2009 zde zahynul 56letý závodník. V roce 2013 zde havarovala sajdkára, jejíž řidič na místě zemřel.